# Municipio de San Miguel Dueñas
Municipio de San Miguel Dueñas är en kommun i Guatemala.   Den ligger i departementet Departamento de Sacatepéquez, i den sydvästra delen av landet, 30 km väster om huvudstaden Guatemala City.